# Toph
Toph Beifong (tiếng Trung: 北方拓芙 (Bắc Phương Thác Phù), bính âm: Beifang Tuòfú) là một nhân vật hư cấu trong bộ phim hoạt hình Avatar: The Last Airbender và The Legend of Korra của Nickelodeon, cô được Jessie Flower lồng tiếng trong loạt phim gốc và do Kate Higgins và Philece Sampler lồng tiếng trong loạt phim tiếp theo.
Toph là một ngự thổ sư cực kỳ tài năng, cô có khả năng điều khiển, biến đổi hình dạng và kiểm soát đất đá ở mức độ thượng thừa; và cô cũng là người đầu tiên phát triển khả năng điều khiển kim loại (metal-bender) trong thế giới Avatar, cũng là người duy nhất có khả năng này cho đến trước phần The Legend of Korra. Toph là một người khiếm thị bẩm sinh, nhưng nhờ kỹ năng ngự thổ học được từ những con chuột chũi, cô có thể xác định chính xác vị trí của các vật thể và hướng chuyển động của chúng thông qua mặt đất xung quanh. Cô xuất hiện lần đầu tiên trong phần hai của Avatar: The Last Airbender, cô được Aang mời đồng hành và trở thành giáo viên ngự thổ của anh.

## Tổng quan

### Thiết kế nhân vật
Ban đầu, Toph được thiết kế là một cậu bé 16 tuổi, lực lưỡng và cơ bắp, và được định hướng trở thành tiểu đệ của Sokka. Khi mạch truyện của bộ phim tiến triển và đã đến lúc cần một ngự thổ sư tham gia vào hành trình của nhân vật chính, tổng biên kịch Aaron Ehasz đã đưa ra ý tưởng về một cô bé ngự thổ sư mạnh mẽ và cơ bắp, mặc dù các thành viên trong đoàn làm phim thấy hài hước nhưng nó đã bị nhà đồng sáng lập Avatar, Bryan Konietzko, phủ định. Sau nhiều cuộc thảo luận dài, Konietzko đã ngừng cố gắng thuyết phục mọi người về ý tưởng này, thay vào đó, Toph trở thành một cô bé và được đưa vào bộ phim, trở thành một trong những nhân vật yêu thích của Konietzko. Thiết kế nhân vật ban đầu được sửa lại thành các nhân vật phụ The Boulder và Sud. Thiết kế ban đầu này cũng có ảnh hưởng lớn đến nhân vật Bolin trong The Legend of Korra. Trang phục Earth Rumble mà cô mặc trong phần lớn thời lượng bộ phim Avatar: The Last Airbender được lấy cảm hứng từ phong cách thời trang châu Âu. Chiếc váy mà cô mặc khi ở nhà được mô phỏng theo trang phục truyền thống của Trung Quốc vào thời đại nhà Đường.
Toph có phong cách ngự thổ đặc biệt, được thiết kế dựa trên các thế võ của Nam phái Đường lang quyền.
Toph được các nhà làm phim đưa trở lại trong The Legend of Korra, sau sự xuất hiện của Katara và Zuko, với vai trò là người dẫn đường "cộc cằn" cho Korra. Thiết kế ngoại hình của Toph là một khó khăn lớn của các nhân viên trong đoàn làm phim, họ muốn cô trở lại kích thước thân hình của tuổi 12, mặc dù trong hồi tưởng của mùa phim trước đã cho thấy cô đã trưởng thành và tăng trưởng chiều cao. Konietzko muốn thỏa mãn mong muốn của các nhân viên, nên việc cô trở nên gù lưng xuất phát từ đó. Các họa sĩ đã gặp phải khó khăn khi thực hiện ý tưởng này, nên đã phải thiết kế lại rất nhiều lần.

### Tính cách
Toph độc lập, quyết liệt, hiếu chiến, hay chế nhạo đối thủ và bạn bè của mình, đặc biệt là Sokka. Đôi khi, Toph ngoáy mũi, khạc nhổ và ợ hơi. Cô giải thích rằng mình cố tình làm điều này như sự nổi loạn chống lại các nguyên tắc quý tộc mà cha mẹ cô đã cố gắng uốn nắn. Nếu tình huống đòi hỏi, Toph biết cách hành xử thượng lưu trong văn hóa Thổ quốc tốt hơn nhiều so với những người bạn đồng hành khác của Aang. Toph thường được bao phủ trong bụi bẩn, hay như cách gọi của cô, "một lớp phủ lành mạnh của đất".
Mặc dù vẫn nắm giữ nhiều sức mạnh ngự thổ ngay cả khi về già, Toph từ chối tham gia vào các cuộc chiến, cô thừa nhận rằng cô đã quá già và không còn đủ hơi sức đâu để theo đuổi chúng. Tuy vậy, cô đã chống lại Kuvira, nhân vật phản diện chính trong Quyển 4: Cân bằng khi cô ta gây tổn hại trực tiếp tới gia đình mình. 

### Tên gọi
Trong tập phim "The Serpent's Pass", hộ chiếu của cô viết "土國頭等護照北方拓芙", nó có nghĩa là "Hộ chiếu hạng nhất của Thổ quốc: Beifong Toph". Ở đây, tên của cô có nghĩa là "bông hoa sen được che chở", phù hợp với quan điểm của cha mẹ cô về con gái mình như một bông hoa cần được bảo vệ. Trong tập "Tales of Ba Sing Se", tên của cô được viết là 托夫 (Tuō Fū), đây là cách phiên âm dựa trên hướng dẫn chính thức cho tên nước ngoài. Trong tập "The Earth King", tên của cô lại quay trở về là 拓芙. Họ Beifong (北方) có cách phát âm gần với từ "phương bắc" (běi fāng) trong tiếng Quan thoại.

## Năng lực

### Tăng cường giác quan

Hình minh họa giác quan địa chấn của Toph

Bị mù từ nhỏ, các giác quan khác của Toph rất nhạy cảm. Thông qua tiếp đất bằng chân trần, Toph có thể "nhìn" và "cảm nhận" ngay cả những rung động địa chất nhỏ nhất trên và trong lòng đất, có thể là sự hiện diện của cây cối hoặc sự di chuyển của đàn kiến cách đó vài mét, đây là một kỹ thuật ngự thổ có tên là "giác quan địa chấn". Toph có khả năng nghe nhạy bén, nó cho phép cô nhận ra mọi người qua giọng nói, nhận ra ngoại hình của một người bằng âm thanh và nghe lỏm những cuộc trò chuyện từ xa; cảm nhận nói dối thông qua tiếng hít thở, nhịp tim và phản ứng vật lý của từng cá nhân. Sau khi chuyển đến nghỉ hưu tại đầm lầy sương mù, Toph tuyên bố khả năng tăng cường giác quan của cô đã đạt tới mức nắm rõ các sự kiện trên khắp thế giới thông qua dây leo tinh thần.
Bởi vì có thể cảm nhận được các rung động từ mặt đất, khả năng này mang lại cho Toph lợi thế đặc biệt khi đối mặt với các ngự thổ sư khác trong chiến đấu, những người đòi hỏi phải tiếp xúc với mặt đất để tối ưu hóa khả năng chiến đấu của mình. Toph chịu thiệt thòi trước những ngự khí sư, những người không cần quá nhiều tiếp xúc với mặt đất và có thể tấn công từ không trung. Địa hình là một yếu tố làm suy yếu hay thậm chí cản trở khả năng giác quan địa chấn của Toph; cô gặp khó khăn khi đứng trên cát, chúng thiếu độ rắn, ngăn trở cô "cảm nhận" chính xác môi trường xung quanh. Vì Toph dựa vào chân để thi triển giác quan địa chấn, cô sẽ thực sự bị "mù" nếu lòng bàn chân vị tổn thương, như khi vô tình bị Zuko làm bỏng chân. Mối quan hệ của cô với đất được khắc họa rõ nét ở việc Toph không biết bơi và ác cảm với việc bay.

### Ngự thổ
Toph có kỹ năng ngự thổ điêu luyện, được phát triển dựa trên các môn võ Hồng Gia quyền và Nam phái Đường lang quyền của Trung Quốc. Ngự thổ đại diện cho các yếu tố vật chất, nó được cho là nguyên tố đa dạng và bền bỉ nhất trong bốn nguyên tố của ngự thuật. Ngự thổ là khả năng thao túng đất, đá, cát, dung nham và kim loại dưới nhiều hình thức khác nhau. Ngự thổ mang jing trung tính, bao gồm lắng nghe và chờ đợi thời điểm thích hợp để hành động quyết đoán. Ngự thổ yêu cầu  bền bỉ phòng thủ cho đến khi cơ hội phản công lộ diện, nó cũng yêu cầu sự di chuyển chính xác để duy trì liên kết với mặt đất. Ngự thổ sư mạnh nhất khi bàn chân hoặc bàn tay tiếp xúc trực tiếp với mặt đất, điều này cho phép họ chuyển động năng thành ngự thuật một cách nhanh chóng và mạnh mẽ. Sự phụ thuộc vào việc tiếp xúc trực tiếp với mặt đất là một gót chân Achilles theo nghĩa đen; tách ngự thổ sư ra khỏi mặt đất làm cho họ yếu đi trông thấy.

#### Jing trung tính
Các nhà sản xuất loạt phim đã tham khảo ý kiến của một võ sĩ chuyên nghiệp trong việc thiết kế phong cách chiến đấu được sử dụng trong chương trình. Các khái niệm chính của Ngự thổ (lắng nghe, phản ứng, cân bằng giữa tấn công và phòng thủ) và sức mạnh từ phần hạ bàn trầm ổn được đề cập tới trong jing trung tính từ thực tế võ học. Khái niệm jing trung tính có liên quan đến "Ly thủ long", một kỹ thuật cho phép võ sư dự đoán động thái tiếp theo của đối thủ. Tương tự như việc Toph có thể phát hiện chuyển động của người khác thông qua mối quan hệ của cô với mặt đất, một võ sinh có thể học cách phát hiện bước di chuyển sắp tới của đối thủ bằng cách duy trì tiếp xúc liên tục giữa cánh tay, bàn tay hoặc cổ tay của đối thủ. Bằng cách luyện tập, một học viên võ học có thể học cách "đọc" các cử động tay của đối thủ để phát hiện đòn tấn công tiếp theo và di chuyển để vô hiệu hóa nó.

#### Ngự kim
Trong suốt Avatar: The Last Airbender, Toph là ngự thổ sư đầu tiên được biết đến là có thể điều khiển kim loại. Khi Toph bị giam cầm trong thùng sắt, Toph đã định vị các tạp chất "thổ" có trong sắt và điều khiển chúng để "ngự kim". Cô luyện tập và rèn luyện kỹ năng độc đáo mà bản thân phát kiến ra trong suốt phần còn lại của loạt phim, sau đó dạy lại cho các ngự thổ sư khác trước các sự kiện trong The Legend of Korra. Trong quyển một của "The Legend of Korra", Hiroshi Sato tiết lộ rằng, trong khi các ngự kim sư có thể điều khiển hầu hết các kim loại thì có một ngoại lệ với bạch kim. Khi Lin cố gắng ngự thuật lên một bức tường làm bằng bạch kim, Hiroshi đã nói, "Ngay cả người mẹ (Toph) trứ danh của em cũng không thể dùng ngự thuật lên một kim loại tinh khiết". Đây là một vấn đề nhất quán trong The Legend of Korra, ngự kim thuật không thể tác động lên kim loại có độ tinh khiết cao như bạch kim. Tuy nhiên, trong khi tiết lộ rằng trong cơ thể Korra vẫn còn dấu vết của chất độc kim loại, Toph đã giải thích rằng con gái mình không hoàn toàn làm chủ được ngự kim thuật của bản thân đủ để cảm nhận những dấu vết kim loại nhỏ bé còn sót lại trong cơ thể Korra.

#### Ngự sa
Toph đã thành thạo ngự sa thuật, một kỹ thuật ngự thổ khác, đến mức cô có thể nhanh chóng tạo ra một tác phẩm điêu khắc chi tiết thành Ba Sinh Se bằng cát. Lúc đầu, cô thấy khó điều khiển cát vì nó lỏng lẻo và nhẹ. Trong mùa hai của loạt phim Avatar: The Last Airbender, cô không thể dùng ngự thuật một cách hiệu quả lên cát, mọi thứ trông mờ nhạt và không rõ ràng. Nhưng sau khi luyện tập, cuối cùng cô cũng thành thạo kỹ thuật này.

## Tiếp nhận
Nhà phê bình Michael Mammano yêu thích Toph "không bao giờ để mất đi góc cạnh của bản thân, cô luôn được khắc họa một cách khéo léo", mối quan hệ giữa cô và những người con gái cũng là một phương diện khắc họa lên con người Toph, cô không bao giờ "thấy xấu hổ vì có con ngoài giá thú". Mammano đã chuẩn bị cho viễn cảnh Toph hi sinh trong tập phim "Operation: Beifong" của The Legend of Korra, mặc dù sau đó cô vẫn sống và đó là lần xuất hiện cuối cùng của cô trong bộ phim, với ông, "đó là một sự tiễn đưa tuyệt vời, đặc biệt là những lời chia tay của cô ấy". Nhân vật của Toph bị xem là đã "bị hủy hoại" do cách nuôi dạy con cái tồi tệ theo cái nhìn của Lin, giống như Aang, trong mắt của Bumi và Kya. Mammano đã bác bỏ điều này, Toph đã không có mặt khi Lin phê phán cô để tự bảo vệ mình, mặt khác, câu chuyện được kể từ góc nhìn của những người con, những đứa trẻ lớn lên mà không bao giờ có thể hiểu được lý do căn bản mà cha mẹ chúng nuôi dạy chúng theo cách như vậy.